# Мігель Маріано Гомес
Мігель Маріано Гомес-і-Аріас (ісп. Miguel Mariano Gómez y Arias; 6 жовтня 1889 — 26 жовтня 1950) — кубинський письменник і політик, сьомий президент Куби. Син генерала та президента Куби Хосе Мігеля Гомеса.

## Життєпис
Народився 1889 року в Санкті-Спіритусі (однойменна провінція), на Кубі. Навчався у Єзуїтській школі в Сьєнфуегосі. Вивчав право у Гаванському університеті.
Обирався депутатом Палати представників Куби. 1926 року був обраний мером Гавани. Перебуваючи на тій посаді, виступив проти диктатури Херардо Мачадо, через що втратив пост мера 1928 року.
1931 року взяв участь у невдалому заколоті проти Мачадо, після чого його ув'язнили. Згодом був змушений вирушити у вигнання до Нью-Йорка. Повернувся на Кубу 1933 року після повалення президента Херардо Мачадо. Після повернення заснував «Партію Республіканської Дії». 1934 року його знову обрали мером Гавани.
20 травня 1936 року Мігель Маріано Гомес за підтримки тоді вже головнокомандувача армії Фульхенсіо Батісти став президентом Куби, замінивши на тій посаді Хосе Агріпіно Барнета. Гомес став першим президентом Куби після повалення Херардо Мачадо, обраним шляхом всенародного голосування.
Однак 24 грудня 1936 року йому оголосили імпічмент. Президентську посаду обійняв Федеріко Ларедо Бру, який залишався на посаді голови держави повний термін, тобто всі чотири роки.
Мігель Маріано Гомес-і-Аріас помер у Гавані 1950 року після тривалої та важкої хвороби.

## Особисте життя
Був одружений із Серафіною Діаго-і-Карденас, від того шлюбу народилися три дочки: Серафіна, Грацієлла та Маргарита.